# Puchar Niepodległości w piłce siatkowej (2022)
Puchar Niepodległości w piłce siatkowej 2022 – druga edycja turnieju o siatkarski Puchar Niepodległości zorganizowana przez Albański Związek Piłki Siatkowej (Federata Shqiptare e Volejbollit, FSHV) wraz ze Związkiem Piłki Siatkowej Kosowa (Federata e Volejbollit e Kosovës, FVK) z okazji dni niepodległości i wyzwolenia Albanii. Rozegrana została w dniach 25-27 listopada 2022 roku w hali sportowej w Farce (Salla Sportive e Lojërave me Dorë në Farkë) w Tiranie.
W turnieju uczestniczyło osiem zespołów – cztery męskie, tj. Partizani i Tirana z Albanii oraz Luboteni i Peja z Kosowa, i cztery kobiece, tj. Partizani i Skënderbeu z Albanii oraz Drita i Fer Volley z Kosowa. Rozgrywki składały się z półfinałów i finału.
W męskich półfinałach Tirana pokonała Luboteni, a klub Partizani zwyciężył z Peją. W kobiecych półfinałach natomiast zespół Skënderbeu wygrał z Dritą, a Partizani z Fer Volley.
Puchar Niepodległości zdobyły kluby Partizani w turnieju mężczyzn oraz Skënderbeu w turnieju kobiet.

## Drużyny uczestniczące
W Pucharze Niepodległości 2022 zarówno w turnieju mężczyzn, jak i kobiet uczestniczyły cztery drużyny – po dwie z Albanii i Kosowa.
| Albania          | Albania |
| ---------------- | ------- |
| Partizani Tirana | [ 7 ]   |
| Tirana           | [ 8 ]   |
| Kosowo           |         |
| Luboteni         | [ 9 ]   |
| Peja             | [ 10 ]  |

| Albania           | Albania |
| ----------------- | ------- |
| Partizani Tirana  | [ 11 ]  |
| Skënderbeu Korcza | [ 12 ]  |
| Kosowo            |         |
| Drita             | [ 13 ]  |
| Fer Volley        | [ 14 ]  |

## Turniej mężczyzn

### Drabinka
|  |                  |                  |                  |                  |   |        |        |       |
|  | Półfinały        | Półfinały        | Półfinały        |                  |   | Finał  | Finał  | Finał |
|  | Półfinały        | Półfinały        | Półfinały        |                  |   | Finał  | Finał  | Finał |
|  |                  |                  |                  |                  |   |        |        |       |
|  |                  |                  |                  |                  |   |        |        |       |
|  | Tirana           | Tirana           | 3                |                  |   |        |        |       |
|  | Tirana           | Tirana           | 3                |                  |   |        |        |       |
|  | Luboteni         | Luboteni         | 0                |                  |   |        |        |       |
|  | Luboteni         | Luboteni         | 0                |                  |   | Tirana | Tirana | 1     |
|  |                  |                  |                  |                  |   | Tirana | Tirana | 1     |
|  |                  |                  | Partizani Tirana | Partizani Tirana | 3 |        |        |       |
|  | Peja             | Peja             | Partizani Tirana | Partizani Tirana | 3 | 0      |        |       |
|  | Peja             | Peja             |                  |                  |   |        |        |       |
|  | Partizani Tirana | Partizani Tirana | 3                |                  |   |        |        |       |
|  | Partizani Tirana | Partizani Tirana | 3                |                  |   |        |        |       |
|  |                  |                  |                  |                  |   |        |        |       |

### Półfinały
| 26.11.2022 16:00 (UTC+1) | Tirana | 3:0 (25:16, 26:24, 25:17) raport | Luboteni | Salla Sportive e Lojërave me Dorë në Farkë, Tirana Sędziowie: Roland Mujo i Burim Zymeri |

| 26.11.2022 18:00 (UTC+1) | Peja | 0:3 (22:25, 21:25, 20:25) raport | Partizani Tirana | Salla Sportive e Lojërave me Dorë në Farkë, Tirana Sędziowie: Enea Dusha i Liridon Pllana |

### Finał
| 27.11.2022 19:00 (UTC+1) | Tirana | 1:3 (9:25, 25:19, 21:25, 17:25) raport | Partizani Tirana | Salla Sportive e Lojërave me Dorë në Farkë, Tirana Sędziowie: Tedi Zguri i Liridon Pllana |

## Turniej kobiet

### Drabinka
|  |                   |                   |                  |                  |   |                   |                   |       |
|  | Półfinały         | Półfinały         | Półfinały        |                  |   | Finał             | Finał             | Finał |
|  | Półfinały         | Półfinały         | Półfinały        |                  |   | Finał             | Finał             | Finał |
|  |                   |                   |                  |                  |   |                   |                   |       |
|  |                   |                   |                  |                  |   |                   |                   |       |
|  | Drita             | Drita             | 0                |                  |   |                   |                   |       |
|  | Drita             | Drita             | 0                |                  |   |                   |                   |       |
|  | Skënderbeu Korcza | Skënderbeu Korcza | 3                |                  |   |                   |                   |       |
|  | Skënderbeu Korcza | Skënderbeu Korcza | 3                |                  |   | Skënderbeu Korcza | Skënderbeu Korcza | 3     |
|  |                   |                   |                  |                  |   | Skënderbeu Korcza | Skënderbeu Korcza | 3     |
|  |                   |                   | Partizani Tirana | Partizani Tirana | 1 |                   |                   |       |
|  | Partizani Tirana  | Partizani Tirana  | Partizani Tirana | Partizani Tirana | 1 | 3                 |                   |       |
|  | Partizani Tirana  | Partizani Tirana  |                  |                  |   |                   |                   |       |
|  | Fer Volley        | Fer Volley        | 0                |                  |   |                   |                   |       |
|  | Fer Volley        | Fer Volley        | 0                |                  |   |                   |                   |       |
|  |                   |                   |                  |                  |   |                   |                   |       |

### Półfinały
| 25.11.2022 16:00 (UTC+1) | Drita | 0:3 (20:25, 22:25, 17:25) raport | Skënderbeu Korcza | Salla Sportive e Lojërave me Dorë në Farkë, Tirana Sędziowie: Liridon Pllana i Edison Kurti |

| 25.11.2022 18:00 (UTC+1) | Partizani Tirana | 3:0 (25:23, 25:21, 25:17) raport | Fer Volley | Salla Sportive e Lojërave me Dorë në Farkë, Tirana Sędziowie: Burim Zymeri i Klement Agolli |

### Finał
| 27.11.2022 16:00 (UTC+1) | Skënderbeu Korcza | 3:1 (23:25, 26:24, 25:23, 25:18) raport | Partizani Tirana | Salla Sportive e Lojërave me Dorë në Farkë, Tirana Sędziowie: Enea Dusha i Burim Zymeri |